# 北德意志邦聯海軍
北德意志邦聯海軍（德語：Norddeutsche Bundesmarine）是指北德意志邦聯的海上軍事力量。